# Anbetung der Könige (Metropolitan Museum of Art)

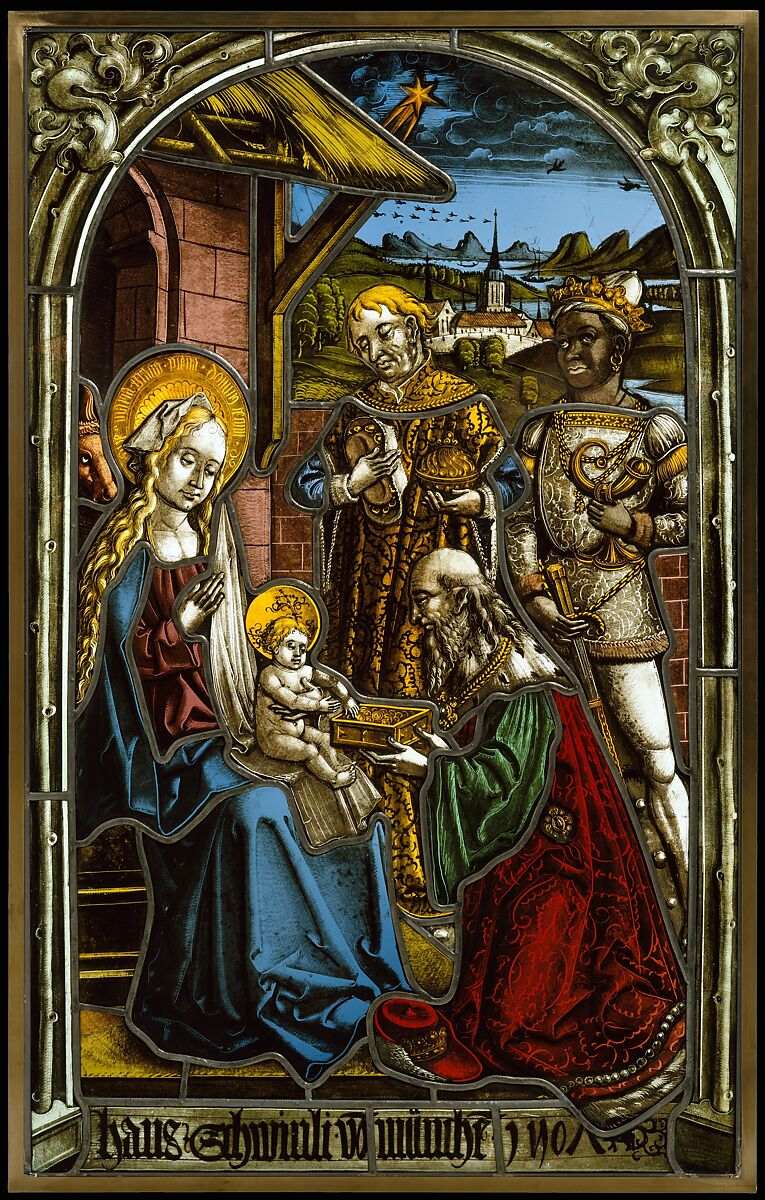
Fenster Anbetung der Könige im Metropolitan Museum of Art

Das Bleiglasfenster Anbetung der Könige wurde 1507 im Umkreis der Werkstatt von Peter Hemmel von Andlau wahrscheinlich für einen Münchener Bürger geschaffen. Es befindet sich seit 1996 im Metropolitan Museum of Art in New York. Das Fenster zeigt die Anbetung der Heiligen Drei Könige, ein weit verbreitetes Bildmotiv der christlichen Kunst des Mittelalters und der Neuzeit.
Maria, links vor einem Stall sitzend, hält das Jesuskind auf den Knien und hebt die rechte Hand zum Gruß. Der bärtige Mann, Melchior, kniet vor der sitzenden Gruppe und hält ein Kästchen hoch, in das das Kind greift. Dahinter stehen Balthasar mit einer Krone auf dem Haupt und Kaspar, alle in prächtigen Kleidern. Auf der anderen Seite der umschließenden Mauer sind ein Dorf mit Kirche und eine Landschaft mit See, möglicherweise die bayerischen Alpen, dargestellt. Der Stern am Himmel soll nach dem Matthäusevangelium die Könige zum Jesuskind geführt haben.
Die Szene wird von einem wie geschnitzt aussehenden Rahmen umgeben. Die Inschrift am unteren Bildrand in Frakturschrift lautet: „Hans Schwinli vō Münchē 1507“. Auf dem Nimbus Marias ist eine lateinische Inschrift angebracht: „Ave Maria, gratia plena Dominus tecum“ (Gegrüßet seist Du, Maria, voll der Gnade, der Herr ist mit Dir).